# Bandi Árpád
Bandi Árpád (Magyarsáros, 1925. július 9. –  2022. február 7.) erdélyi magyar matematikatanár, Bolyai János emlékének ápolója, őseinek kutatója, Bandi Dezső öccse.

## Életpályája
Kilencgyerekes család hetedik gyermekeként született. Amerikát megjárt ezermester apját 14 éves korában elvesztette. Már gyermekként erős akarattal valósította meg terveit, a legkülönfélébb szerkezeteket készítve.
Iskolai tanulmányait szülőfalujában kezdte, majd a székelykeresztúri Unitárius Gimnáziumban folytatta, két év megszakítással, anyagi gondok miatt. Végül a marosvásárhelyi tanítóképzőben végzett 1946-ban. Árkosi László matematika-fizika szakos tanárát mindig kedvenc tanáraként említette, akivel később szoros barátságot kötött.
Érettségi után nem mehetett egyetemre, mert anyját kuláknak minősítették. 1947-től tanítani kezdett matematikát, fizikát, zenét, rajzot – szükség szerint. 1962-ben matematika-fizika szakos képesítést szerzett a kolozsvári Továbbképző Intézetben.
Tanított és nevelt Ádámoson, Dombón, Kerelőszentpálon, Gogánváralján, Bátoson, Gyulakután 1987-ben történt nyugdíjazásáig. De ezután is tanított Marosvásárhely több iskolájában.

## Munkássága

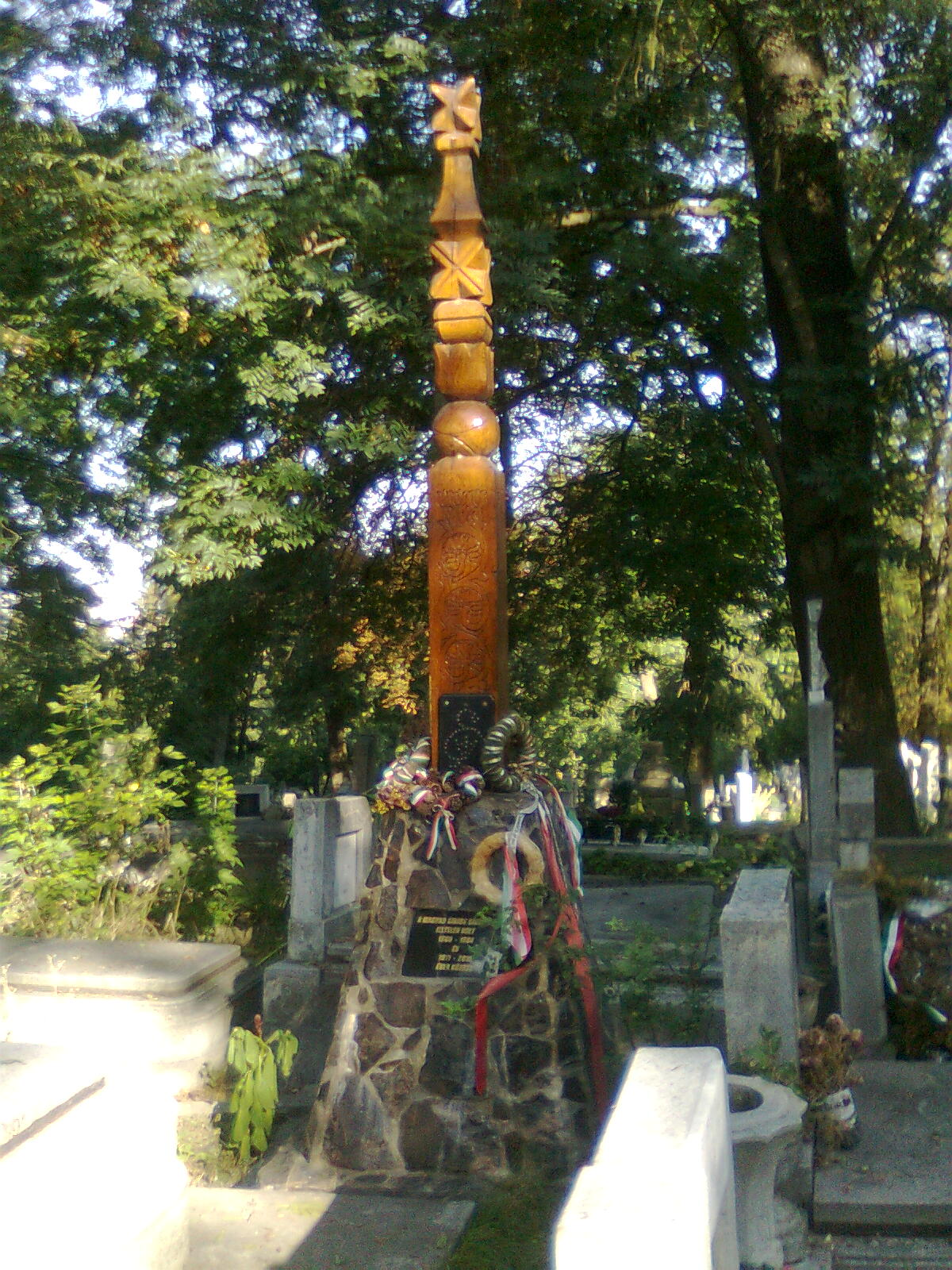
Kopjafa Bolyai János eredeti sírhelyén

Bolyai-park a Sapientia EMTE marosvásárhelyi karán

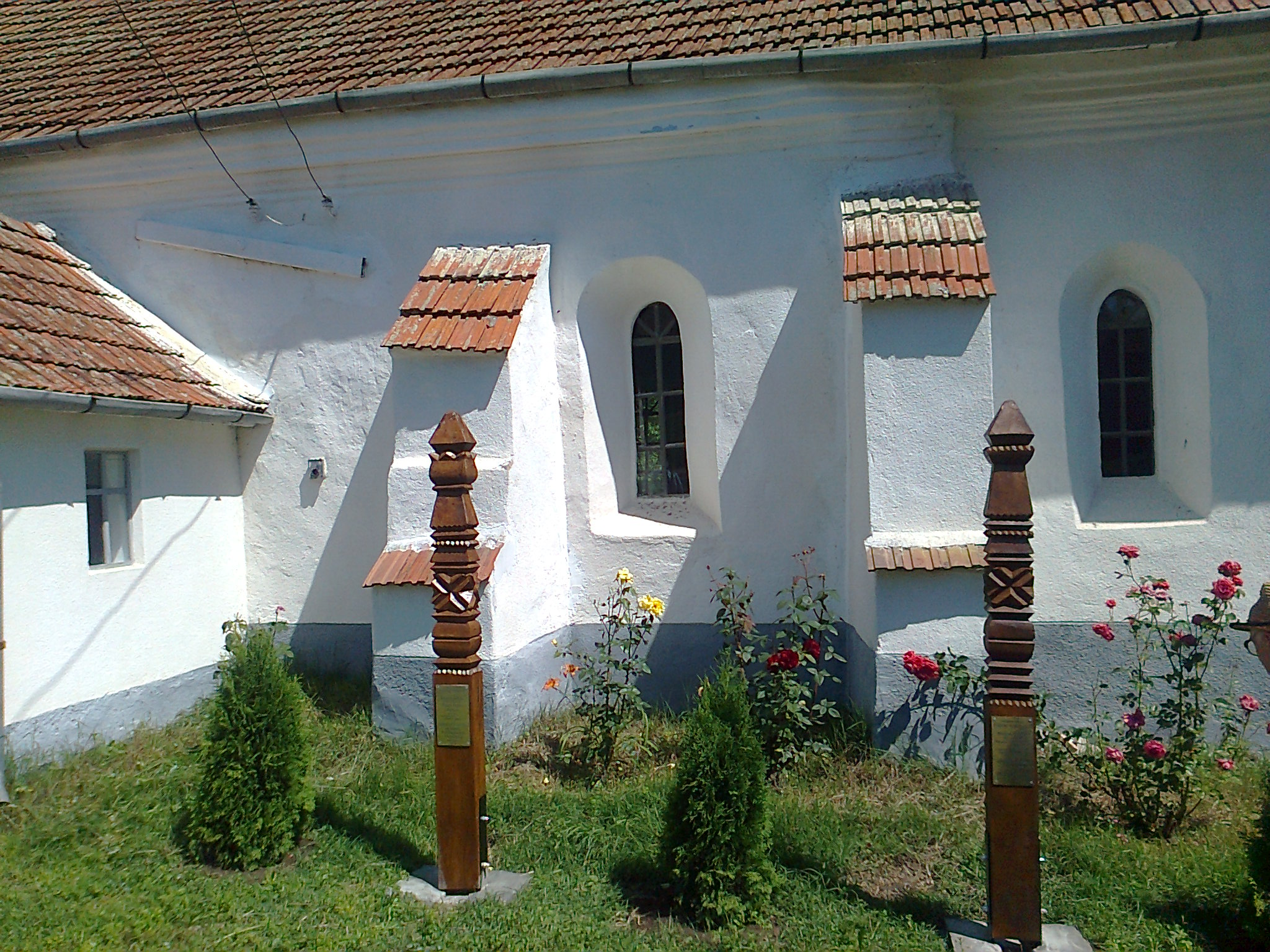
Kopjafák Magyarsülyében

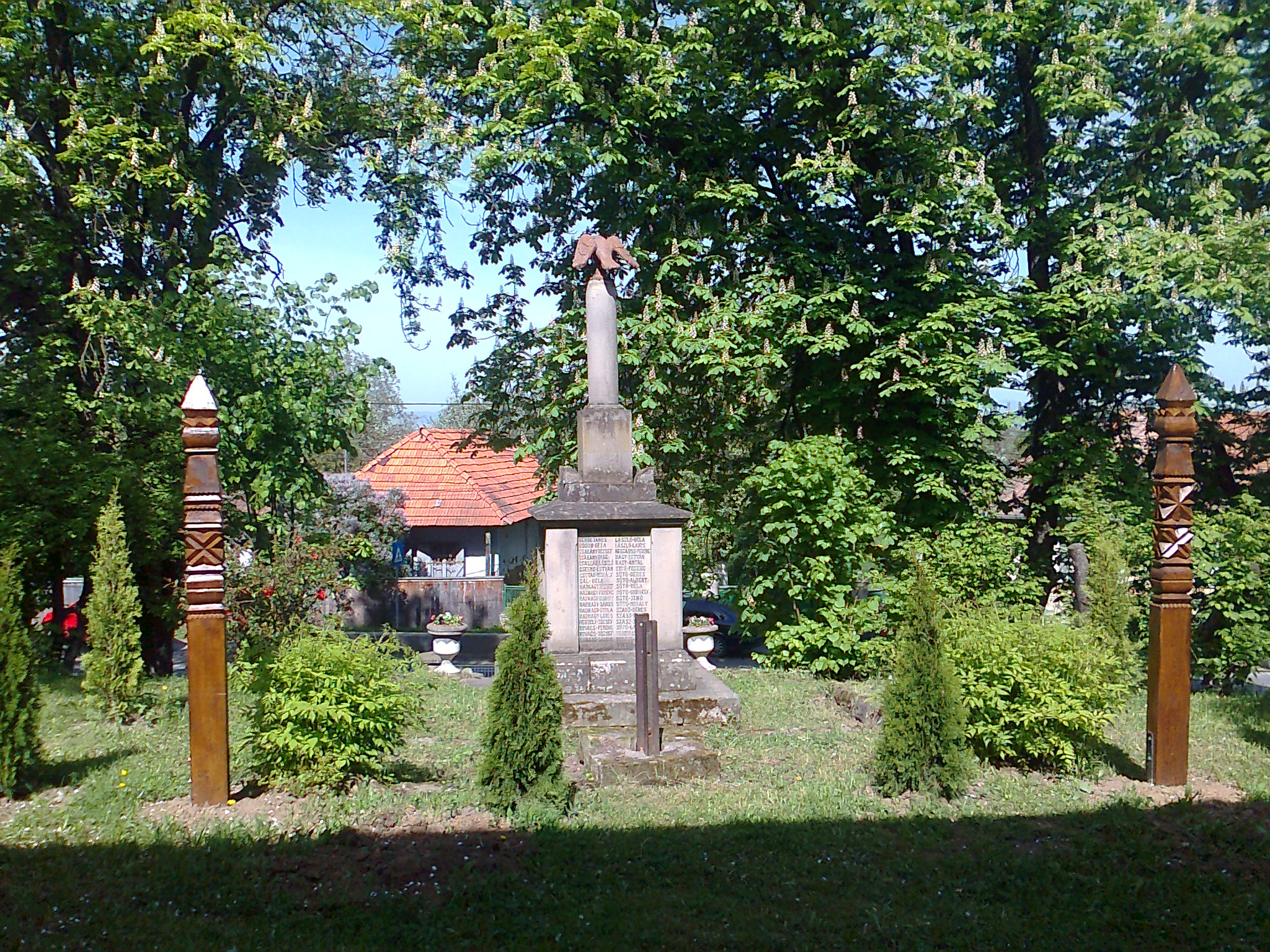
Kopjáfák Páván Bolyai János felmenői emlékére

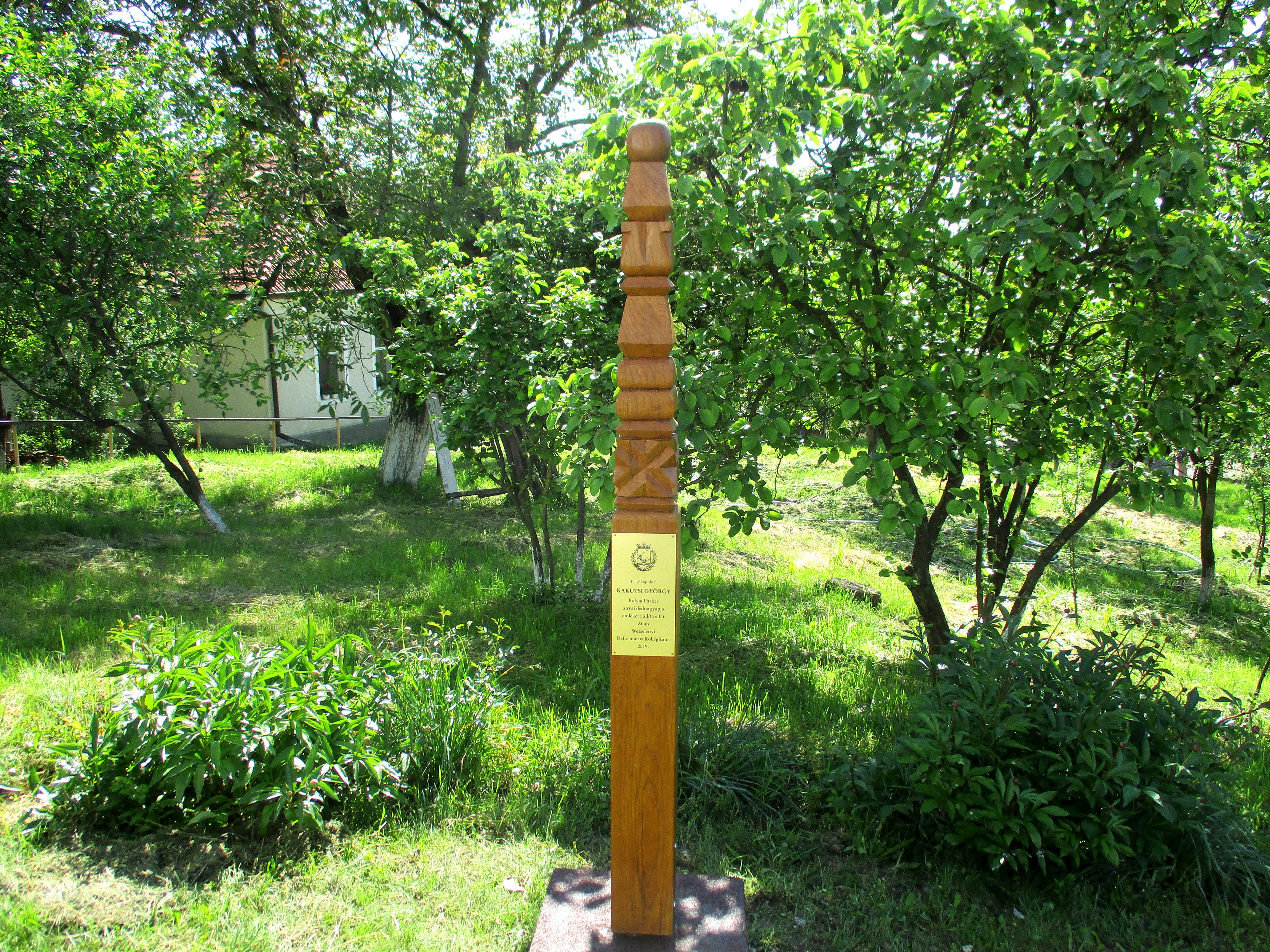
Kopjafa Melegföldváron Kakutsi György (Bolyai Farkas dédapja) emlékére

Bandi Árpád tanárként és nevelőként sokoldalú tevékenységet folytatott. Mindenhol énekkart szervezett, Kodály, Bartók, Bárdos Lajos énekkari műveivel sikerrel szerepeltek különböző megyeközi versenyeken, Szászrégen, Segesvár, Nagyszeben, Kolozsvár, Marosvásárhely színpadain. Tanítványai több díjat nyertek különböző versenyeken.
1983-ban és 1984-ben tanítványai képviselték Maros megyét az országos matematikai olimpián. A Matematikai Lapok iskolai pontversenyén éveken keresztül a legjobbak között szerepeltek diákjai. Szakkörein felnőtt tanítványai matematikát illetve fizikát tanítanak Erdély különböző városaiban, de egyetemeken is. Számos tanítványa mérnökként dolgozik.
A Romániai Matematikai Társaság által szervezett országos rendezvények gyakori meghívottja volt, ahol előadásokat is tartott. Cikkei a Matematikai Lapokban, később a Matlapban, valamint a román nyelvű Gazeta de Matematică-ban jelentek meg. Tanárként többször kapott oklevelet, 1999-ben pedig a Romániai Magyar Pedagógus Szövetség Ezüstgyopár díjjal tüntette ki.
Magas kora ellenére aktívan részt vesz a Matlap szerkesztésében, támogatók felkutatásával segíti a feladatmegoldó tanulók jutalmazását. 2010-ben kopjafával jelöltette meg Bolyai János eredeti sírhelyét a marosvásárhelyi református temetőben.
Már nyugdíjas korában kezdett el foglalkozni Bolyai János felmenői felkutatásával. Bolyai Farkas anyai felmenőinek tíz kopjafát állított, ötöt a Sapientia Erdélyi Magyar Tudományegyetem marosvásárhelyi karán, kettőt Magyarsülyében, kettőt pedig a háromszéki Páva iskolájának udvarán (2017. május 7-én, I. Pávai István és Pávai Vajna Péter emlékére). 2019. május 19-én Melegföldvár református temploma kertjében felsőkapolnai Kakutsi György (Bolyai Farkas anyai dédapja) emlékére újabb kopjafát avattak, a tizediket. A kopjafák részletes leírása megtalálható az EMT tudomány- és technikatörténeti konferenciájának online kötetében.

## Díjai
- Ezüstgyopár díj, Romániai Magyar Pedagógus Szövetség, 1999
- Farkas Gyula-emlékérem, 2006
- EMKE-díj, Maros megye, 2015 (A magyar közösségért végzett munkája elismeréseként)